# That Lady
That Lady è una canzone R&B pubblicata nel 1973 come singolo dagli The Isley Brothers sotto la loro casa di produzione T-Neck Records. Il brano, che diventò una hit degli anni settanta e anche uno dei pezzi più conosciuti del gruppo, era già noto nel 1964, periodo nel quale era frequentemente eseguito dal vivo (con il titolo Who's That Lady? e in stile dei The Impressions). 
Dopo aver firmato un contratto con la Epic Records, i membri più anziani del gruppo (O'Kelly Isley, Jr., Rudolph Isley e Ronald Isley) fecero entrare come membri ufficiali i più giovani della famiglia, ovvero il chitarrista Ernie Isley, il bassista Marvin Isley e il tastierista Chris Jasper. Come a sottolineare questo cambiamento, il gruppo si diede il soprannome di 3 + 3 , che esplica da un lato i tre cantanti originali e dall'altro i tre strumentisti reclutati, titolo che verrà in seguito dato all'album che venne prodotto in quell'anno.
The Isley Brothers, dopo essere stati ispirati dal musicista Carlos Santana, entrarono nello studio di registrazione di Burbank per incidere Who's That Lady?, che, dopo varie sessions, si trasformò in un latin rock molto percussivo, ricco di strumenti (congas e organo elettrico sono quelli più evidenti di tutto l'assortimento) e suddiviso in due parti (una cantata e una strumentale contenente un lungo assolo di chitarra). Questo rinnovamento richiese però molto impegno, voglia di cambiare e un duro lavoro di squadra: i due fratelli Isleys più giovani e Jasper riscrissero la base strumentale; quelli maggiori rinnovarono le loro armonie, soprattutto Ronald, che acquisì un tono di voce molto più agevole dell'originale e Ernie Isley per il suo assolo di chitarra (considerato uno degli elementi chiave dell'album 3 + 3) decise di imitare Jimi Hendrix e Santana.
La canzone divenne il loro primo singolo ad aver raggiunto la Top 10 (se si esclude It's Your Thing del 1969) e a posizionarsi al numero due nella "chart pop singles" e nella "R & B Singles US chart" e al numero sei nella "pop chart". Fu anche un successo d'oltre oceano, poiché raggiunse il quattordicesimo posto della classifica del Regno Unito.
That Lady è stata posizionata al numero 357 della lista delle 500 migliori canzoni di tutti i tempi stilata dalla rivista britannica Rolling Stone .

## Nella cultura di massa
- L'introduzione di chitarra è stata campionata dal gruppo rap americano Beastie Boys e usta nel loro album Paul's Boutique, pubblicato nel 1989. Il campionamento (che si ripete in loop) è udibile nella sezione del pezzo di chiusura B-Boy Bouillabaisse chiamato A Year and a day.
- La canzone è stata usata come sigla nel 1998 per lo spot Salon Selectives e nel 2010 e nel 2013 per la pubblicità della Swiffer.
- That Lady è udibile nei film Blood In Blood Out (1993), Anchorman - La leggenda di Ron Burgundy (2004) e nell'episodio 104 Jack the Writer di 30 Rock.
- Un campionamento di That Lady è contenuto nel singolo di Kendrick Lamar intitolato i (2014)[2].

## Cover
Nel 2001, lo strumentista Peter White ottenne un discreto successo con una cover di That Lady proveniente dall'album Glow.

## Formazione
- Ronald Isley: voce
- Ronald Isley, Rudolph Isley e O'Kelly Isley, Jr.: cori
- Ernie Isley: chitarra e percussioni
- Marvin Isley: basso e percussioni
- Chris Jasper: piano e tastiere
- George Moreland: batteria e percussioni
- Truman Thomas: organo